# Landeryds kyrka, Småland
Landeryds kyrka är en kyrkobyggnad som ligger i samhället Landeryd i Hylte kommun i Hallands län och i landskapet Småland. Den tillhör Långaryds församling i Växjö stift.

## Historia
Långt innan kapellet byggdes hade man hållit regelbundna gudstjänster i järnvägssamhället Landeryd då man tyckte att avståndet till Långaryds kyrka var väl långt. Man använde först en skolsal och sedan en godtemplarsal. Via kyrklig syförening startades 1917 en insamling för ett eget kapell, en insamling som successivt växte. Landeryds Kyrkliga arbetsförening bildades 1922 och planerna på att uppföra ett kapell blev mer formella samtidigt som frivillig insamling fortsatte.

## Kyrkobyggnad
Kapellet uppfördes 1924. Det byggdes i trä, 4-tums plank klädd med spån, tak av tegel och tornet klätt med kopparplåt. Ingenjör Carlander i Hyltebruk hade gjort ritningarna, ett kapell 25x9 meter, med tornet i öster, 27 meter högt. Kyrkogård och kapell invigdes pingsthelgen 1926 av kontraktsprost C E Höijer. 
Avbetalningar på lån fortsatte och 1940 var föreningen skuldfri. År 1950 beslutades att kapellet skulle överföras till Långaryds församling och i den utgöra en församlingskyrka. Församlingen byggde 1982 ett församlingshem.     

## Inventarier
- Altartavla i koret i forma av ett kors i glasmosaik utfört 1961 av Eric Olson, Halmstad. De åtta glasrutorna beskriver Jesu liv på jorden
- Mariaskulptur, tillverkad av Eva Spångberg i Gamla Hjelmseryd

### Orgel
- 1955 bygger Tostareds Kyrkorgelfabrik, Tostared en pneumatisk orgel.

| Huvudverk I   | Svällverk II      | Pedal       | Koppel   |
| Principal 8´  | Rörflöjt 8´       | Subbas 16´  | I/P      |
| Gedakt 8´     | Gemshorn 8´       | Koralbas 4´ | II/P     |
| Oktava 4'     | Oktava 2'         |             | II/I     |
| Blockflöjt 2' | Sifflöjt 1'       |             | II 16'/I |
| Mixtur 3 chor | Cymbel 3 chor     |             |          |
|               | Krumhorn 8'       |             |          |
|               | Crescendosvällare |             |          |

- Den nuvarande orgeln är byggd 1989 av Västbo Orgelbyggeri, Långaryd.